# クセニヤ・ガリツカヤ
クセニヤ・ガリツカヤ（ロシア語: Ксения Галицкая, 英語: Kseniia Galitskaia 2002年7月29日- ）はロシアのトゥアプセ出身の柔道家。階級は57kg級。柔道界有数のスタイルの良い美人と言われている。

## 人物
2018年のヨーロッパカデ選手権52㎏級で5位だった。その後階級を57㎏級に上げると、2019年のヨーロッパカデ選手権で3位、ヨーロッパユースオリンピックフェスティバルでは個人戦と団体戦でともに2位となった。世界カデでは準決勝でブラジルのサラ・ソウザに技ありで敗れて3位だった。団体戦でも3位だった。2021年にはアジアオープン・アクタウの63㎏級で2位になった。世界ジュニアでは57㎏級で出場した。準々決勝で優勝候補の一角だったフランスのファイザ・モクダルを技ありで破るなどして決勝まで進むと、ヨーロッパジュニアチャンピオンであるイスラエルのケレム・プリモを内股(IJFは内股すかしと説明している)で破って優勝を飾った。なお、今大会の66㎏級で優勝した同郷のアブレク・ナグチェフとともに、ナグチェフの父親の指導で稽古を積んでいる。2023年の世界選手権では中立選手として出場するも、2回戦で舟久保遥香に反則負けを喫した。6月のグランドスラム・ウランバートルでは準決勝で世界チャンピオンの出口クリスタに大内刈で敗れるも3位になった。2025年のグランドスラム・ウランバートルでIJFワールド柔道ツアー初優勝を飾った。
IJF世界ランキングは600ポイント獲得で52位(25/7/20現在)。

## 主な戦績
52㎏級の戦績
- 2018年 - ヨーロッパカップ・フエンヒローラ　カデの部　優勝
- 2018年 - ヨーロッパカップ・ビェルスコ＝ビャワ　カデの部　2位
- 2018年 - ヨーロッパカデ選手権　5位

57㎏級の戦績
- 2019年 - ヨーロッパカップ・トゥーラ　カデの部　優勝
- 2019年 - ヨーロッパカップ・ベルリン　カデの部　2位
- 2019年 - ヨーロッパカデ選手権　3位
- 2019年 - ヨーロッパユースオリンピックフェスティバル　個人戦　2位　団体戦　2位
- 2019年 - 世界カデ　個人戦　3位　団体戦　3位
- 2021年 - アジアオープン・アクタウ　2位(63㎏級)
- 2021年 - ヨーロッパカップ・ウーディネ　ジュニアの部　2位(63㎏級)
- 2021年 - 世界ジュニア　優勝
- 2023年 -　グランドスラム・ウランバートル　3位
- 2023年 - グランドスラム・アブダビ 3位
- 2025年 - グランドスラム・ウランバートル　優勝

(出典、)